# Harald zur Hausen
Harald zur Hausen (rođen 11. ožujka 1936.) je njemački medicinski istraživač. Za svoje istraživanje raka vrata maternice, i uloge virusa HPV u nastanku ove bolesti, dobio je Nobelovu nagradu za fiziologiju ili medicinu 2008. Drugu polovicu nagrade za medicinu ili fiziologiju 2008. podijelili su Françoise Barré-Sinoussi i Luc Montagnier

## Životopis
Zur Hausen je rođen Gelsenkirchenu, a medicinu je studirao na sveučilištima u Bonnu, Hamburgu Düsseldorfu. Na sveučilištu u Düsseldorfu 1960.g. postao je doktor znanosti medicine, nakon čega je postao asistent. 
Godine 1969. postao je profesor na sveučilištu u Würzburgu, gdje je predavao na Institutu za Virologiju. Godine 1972., seli na sveučilište u Erlangen-Nurembergu, a 1977.g. na sveučilište u Freiburg (Breisgau).